# Het zingende botje
Het zingende botje is een sprookje uit Kinder- und Hausmärchen, de verzameling van de gebroeders Grimm, met als nummer KHM28. De oorspronkelijke naam is Der singende Knochen.

## Het verhaal
In een land wordt geklaagd over een wild zwijn dat de akkers omwoelt, het vee doodbijt en de buiken van mensen openscheurt met zijn slagtanden. Niemand durft het dier aan en ten slotte maakt de koning bekend dat degene die het dier kan vangen of doden met zijn dochter mag trouwen. Er wonen twee broers en zij nemen de uitdaging aan.
De oudste broer is listig en slim en doet mee uit hoogmoed, de onschuldige en domme jongste broer uit goedheid. Ze gaan het bos in en zoeken het zwijn, de oudste gaat vanuit het westen het bos in en de jongste vanuit het oosten. De jongste ontmoet een klein mannetje met een speer in zijn hand, hij krijgt de speer omdat hij onschuldig en goedhartig is. De jongen bedankt het mannetje en doodt even later het zwijn.
Als de jongste aan de andere kant het bos uit komt, ziet hij een huis waar mensen zich vermaken. De oudste broer is binnen en ziet zijn jongere broer met de buit. Hij roept zijn broertje binnen en samen gaan ze als het al donker is op weg naar huis. Op een brug geeft de oudste broer zijn jongere broer een klap en begraaft hem onder de brug. Hij brengt het zwijn naar de koning en krijgt de dochter van de koning als vrouw.
Als zijn jongere broer maar niet terugkomt, vertelt hij dat die wel door het zwijn gedood zal zijn. Maar God ziet alles en na veel jaren komt er een herder met zijn kudde over de brug. Hij ziet een sneeuwwit botje liggen en wil er een mooi mondstuk voor zijn hoorn van maken. Als hij op het botje blaast hoort hij een lied. Hij hoort dat de broer de eigenaar van het bot heeft doodgeslagen en hij neemt het ding mee naar de koning.
De koning begrijpt het liedje wel en laat de aarde onder de brug omspitten. Het geraamte van de jongere broer komt tevoorschijn en de oudste broer wordt in een zak genaaid en levend verdronken. Het gebeente van de jongere broer wordt op het kerkhof herbegraven in een mooi graf.

## Achtergronden bij het verhaal
- Het sprookje komt uit Hessen.
- Het is verwant met de sagen over Baldr, Siegfried en Achilles.
- In andere varianten wordt een muziekinstrument gemaakt van de boom die op het graf van de vermoorde is gegroeid.
- De ene broer gaat het bos (het leven) in vanuit het oosten en de andere broer vanuit het westen. Samen symboliseren ze de hele mensheid.
- Het verhaal heeft overeenkomsten met het verhaal over Kaïn en Abel.
- De jongste broer verdient de beloning, zie ook De ransel, het hoedje en het hoorntje (KHM54), De gouden vogel (KHM57), De bijenkoningin (KHM62), De drie veren (KHM63), De gouden gans (KHM64), Het water des levens (KHM97), De arme molenaarsknecht en het katje (KHM106), Vogel Grijp (KHM165), en het vervallen sprookje KHM64a (Die weiße Taube).
- Het kleine, grijze of oude mannetje treedt vaak op als helper van de mens, maar kan ook boosaardig zijn. Denk ook aan een kabouter, dwerg, gnoom, trol of onderaardse geest. Zie hiervoor ook De drie mannetjes in het bos (KHM13), De kabouters (KHM39), Repelsteeltje (KHM55), De bijenkoningin (KHM62), De gouden gans (KHM64), Het aardmanneke (KHM91), Het water des levens (KHM97), De geest in de fles (KHM99), De jood in de doornstruik (KHM110), Vogel Grijp (KHM165), Sterke Hans (KHM166) en De geschenken van het kleine volkje (KHM182).
- Een botje speelt ook een belangrijke rol in De zeven raven (KHM25).
- Een magisch fluitgeluid komt ook voor in Van de wachtelboom (KHM47), ook hier worden de botten van een vermoord persoon begraven.

### Trivia
- Das klagende Lied van Mahler is gebaseerd op dit sprookje.